# Nação Cherokee

A Nação Cherokee ( Cherokee: ᎠᏰᎵ ᎠᏰᎵ, Tsalagihi Ayeli ou Ts Tsalagiyehli; inglês: Cherokee Nation) - também conhecida como a Nação Cherokee de Oklahoma - é a maior das três tribos Cherokee reconhecidas pelo governo federal nos Estados Unidos. Foi estabelecida no século XX e inclui pessoas descendentes de membros da Nação Cherokee que se mudaram do sudeste devido à crescente pressão para o território indígena e Cherokee que foram forçados a se mudar para a Trilha das Lágrimas. A tribo também inclui descendentes de libertos Cherokee e Nação Natchez. Mais de 299.862 pessoas estão matriculadas na nação Cherokee, com 189.228 habitantes no estado de Oklahoma. De acordo com Larry Echo Hawk (em 2009), ex-chefe do Bureau de Assuntos Indígenas (BIA), a atual Cherokee Nation não é a histórica tribo Cherokee, mas sim "sucessora de interesse".
Sediada em Tahlequah, Oklahoma, a nação Cherokee tem uma área jurisdicional tribal que abrange 14 condados no canto nordeste de Oklahoma. São condados de Adair, Cherokee, Craig, Delaware, Mayes, McIntosh, Muskogee, Nowata, Ottawa, Rogers, Sequoyah, Tulsa, Waggoner e Washington.

## História
Durante 1898–1906, começando com a Lei Curtis de 1898, o governo federal dos EUA praticamente dissolveu as instituições governamentais e civis da antiga nação Cherokee, a fim de abrir caminho para a incorporação do território indiano no novo estado de Oklahoma. De 1906 a 1938, a estrutura e a função do governo tribal não foram claramente definidas. Após a dissolução do governo tribal da nação Cherokee em 1900 e a morte de William Charles Rogers em 1917, o governo federal começou a nomear chefes para a nação Cherokee em 1919. O tempo de serviço para cada chefe designado foi tão breve que ficou conhecido como "Chefe por um Dia". Seis homens se enquadram nessa categoria, o primeiro sendo AB Cunningham, que serviu de 8 a 25 de novembro. Os curtos tempos de serviço costumavam ser longos o suficiente para se assinar um tratado, geralmente para ceder mais terras.
Na década de 1930 o governo de Franklin D. Roosevelt trabalhou para melhorar as condições, apoiando a Lei de Reorganização Indiana de 1934, que incentivava as tribos a reconstituir seus governos e escrever constituições. Em 8 de agosto de 1938 a tribo convocou uma convenção geral em Fairfield, no Oklahoma, para eleger um Chefe. Eles escolhem J.B. Milam como chefe principal. O Presidente Franklin D. Roosevelt confirmou a eleição em 1941. WW Keeler foi nomeado chefe em 1949. Depois que o governo dos EUA, sob o presidente Richard Nixon, adotou uma política de autodeterminação, o país conseguiu reconstruir seu governo. O povo elegeu WW Keeler como chefe. Keeler, que também era presidente da Phillips Petroleum, foi sucedido por Ross Swimmer. Em 1975, a tribo redigiu uma constituição, sob o nome Nação Cherokee de Oklahoma, que foi ratificada em 26 de junho de 1976. A tribo também conduziu litígios usando esse nome.  Em 1985, Wilma Mankiller foi eleita a primeira chefe feminina da nação Cherokee.

### Crise constitucional
A nação Cherokee foi seriamente desestabilizada em maio de 1997, no que foi descrito como um "levante" nacionalista ou um "golpe anti-constitucional" instigado por Joe Byrd, o chefe principal. Eleito em 1995, Byrd ficou preso em uma batalha de força com o ramo judicial da tribo Cherokee. A crise veio à tona em 22 de março de 1997, quando Byrd disse em uma entrevista coletiva que decidia quais ordens da Suprema Corte da Nação Cherokee eram legais e quais não eram.

## Demografia

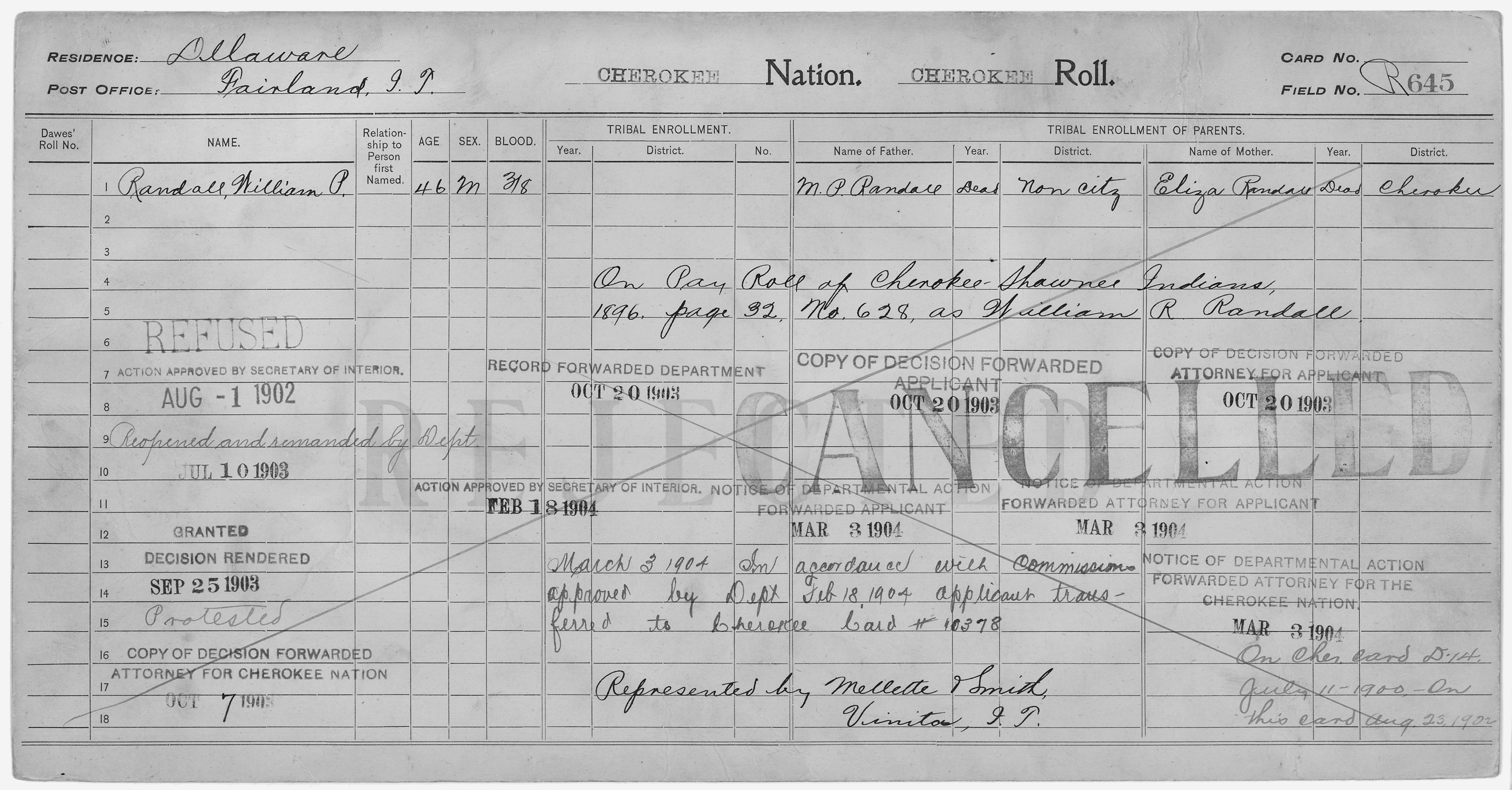
Exemplo de um cartão de recenseamento Cherokee para Fairland, Oklahoma, dos primeiros anos do século XX.

### População
Raça e quantum sangüíneo não são fatores na elegibilidade da cidadania tribal da nação Cherokee. Para ser considerado um cidadão da Nação Cherokee, um indivíduo precisa de um antepassado direto listado no Dawes Rolls como cidadão da Nação, seja como um índio Cherokee ou como um dos libertos cherokee. A tribo atualmente tem membros que também têm algum grau de ascendência africana, latina, asiática, branca e outra. No caso dos Homens Livres Cherokee, os membros podem ser predominantemente ou totalmente afro-americanos. Membros da nação Natchez se juntaram à nação Cherokee, assim como outras tribos do sudeste no século XVIII.

### Língua

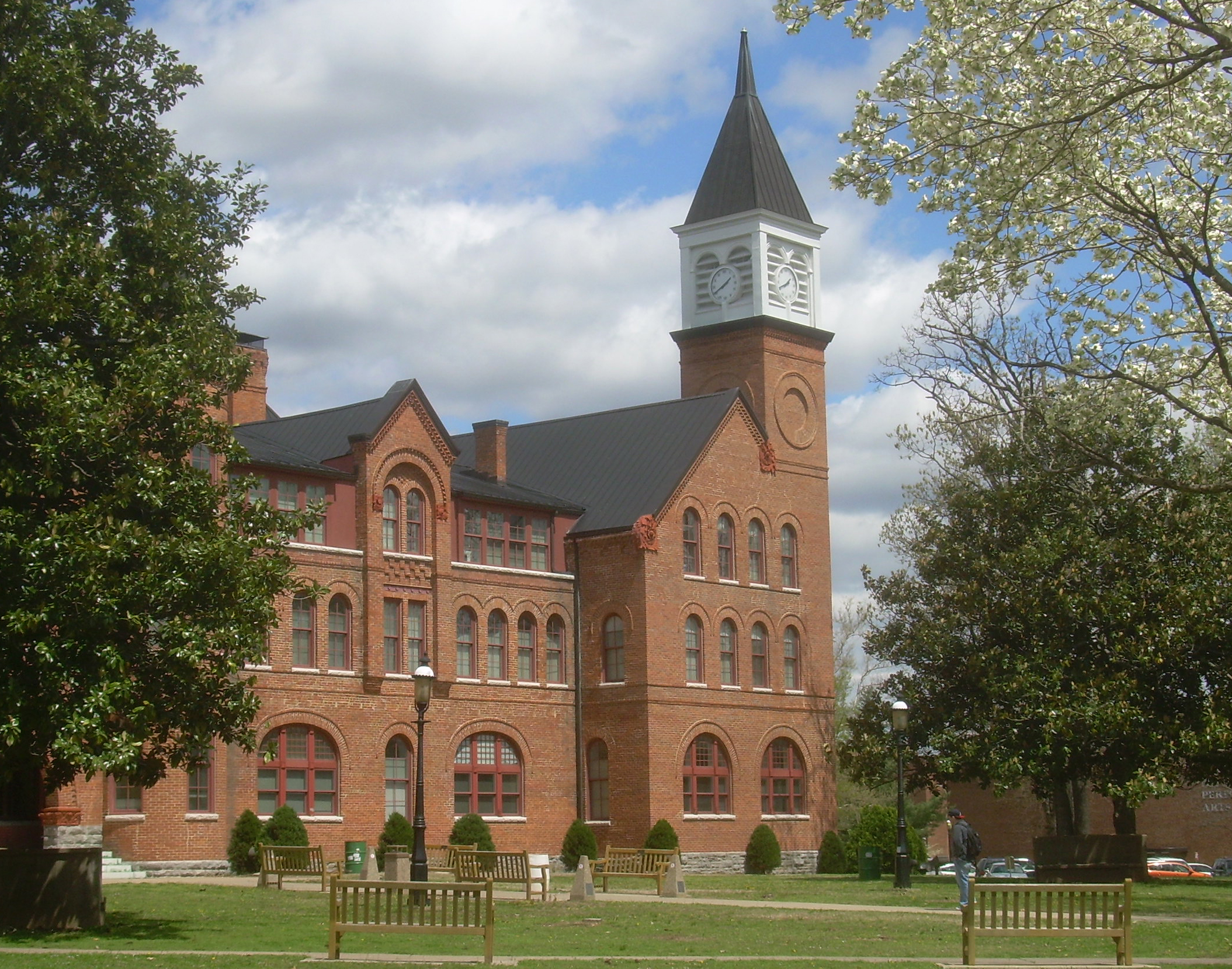
Segundo Seminário Feminino Cherokee em Tahlequah (atual Salão do Seminário da Northeastern State University)

A Nação Cherokee instigou um plano de preservação linguística de 10 anos que envolveu o crescimento de novos falantes fluentes da língua Cherokee desde a infância até os programas de imersão escolar, bem como um esforço comunitário colaborativo para continuar a usar a língua em casa. Esse plano era parte de uma meta ambiciosa de que em 50 anos 80% ou mais dos Cherokee fossem fluentes no idioma.  A Cherokee Preservation Foundation investiu US $ 3 milhões na abertura de escolas, na formação de professores e no desenvolvimento de currículos para o ensino de idiomas, além de iniciar reuniões comunitárias nas quais o idioma pode ser usado ativamente. Formado em 2006, o Programa Kituwah de Preservação e Educação (KPEP) da Qualla Boundary concentra-se em programas de imersão de idiomas para crianças do nascimento até o quinto ano, desenvolvendo recursos culturais para o público em geral e programas de idiomas comunitários para promover a língua Cherokee entre adultos. Há também uma escola de imersão em língua cherokee em Tahlequah, Oklahoma, que educa alunos da pré-escola até a oitava série.
Várias universidades oferecem o Cherokee como segunda língua, incluindo a Universidade de Oklahoma, a Northeastern State University e a Western Carolina University. A Western Carolina University (WCU) firmou parceria com a Banda Oriental dos Índios Cherokee (EBCI) para promover e restaurar o idioma por meio do programa Cherokee Studies da escola, que oferece aulas sobre o idioma e a cultura dos índios Cherokee. A WCU e a EBCI iniciaram um plano de revitalização linguística de dez anos, que consiste em: (1) uma continuação da melhoria e expansão da Escola de Imersão em Idiomas Chertsee da EBCI Atse Kituwah, (2) desenvolvimento contínuo dos recursos de aprendizado de idiomas Cherokee; ) criação de programas da Western Carolina University para oferecer um currículo de treinamento de idiomas mais abrangente.

## Governo
A primeira tentativa de se organizar um governo Cherokee ocorreu em 1827, com a promulgação da Constituição Cherokee, estabelecida por seus líderes, porém, não reconhecida pelo governo federal de Washington.
Atualmente, a Nação Cherokee possui poderes legislativo, executivo e judicial, com poder executivo investido no Chefe Principal, poder legislativo no Conselho Tribal e poder judicial na Suprema Corte Tribal. O governo democraticamente eleito da tribo, liderado por um Chefe Principal, Vice-Chefe e Conselho Tribal. Bill John Baker foi eleito como Chefe Principal para seu primeiro mandato de quatro anos em 6 de novembro de 2011, depois de uma eleição especial em que os Libertadores Cherokee puderam votar, enquanto questões relacionadas à sua afiliação à nação estavam sendo resolvidas.

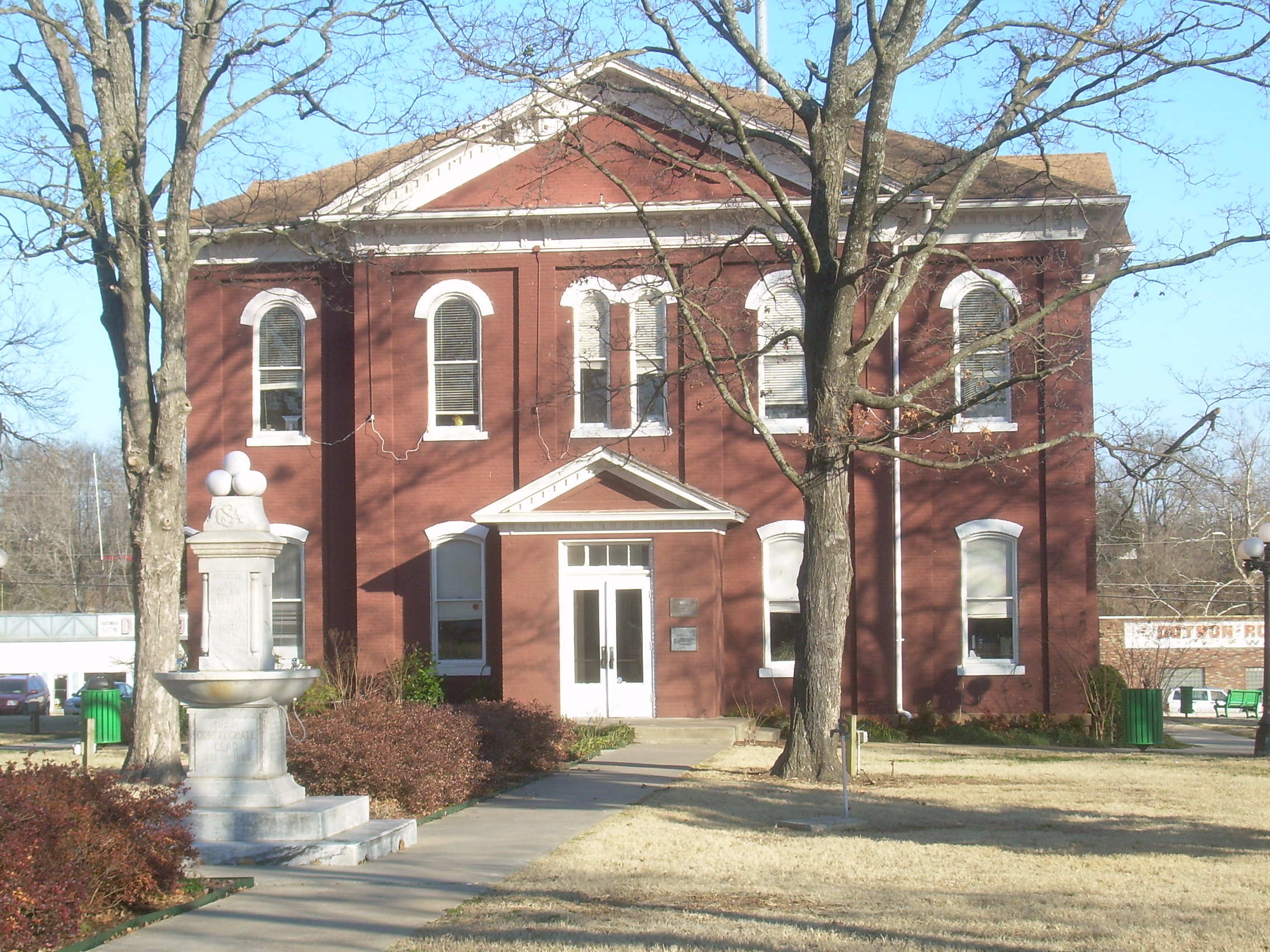
O tribunal histórico da nação Cherokee em Tahlequah, construído em 1849, é o edifício público o mais velho que está no estado de Oklahoma.

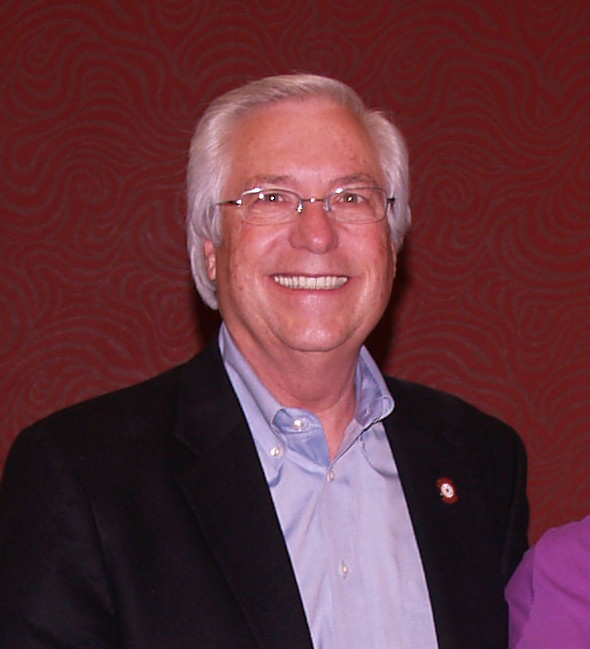
Bill John Baker, o chefe principal da nação Cherokee desde 6 de novembro de 2011

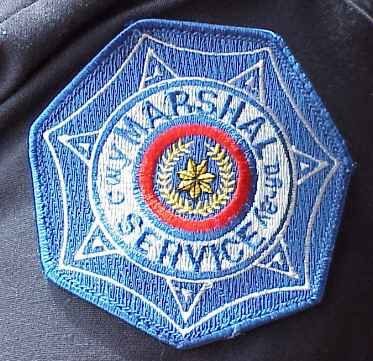
Patch do serviço do marechal da nação Cherokee

## Cultura

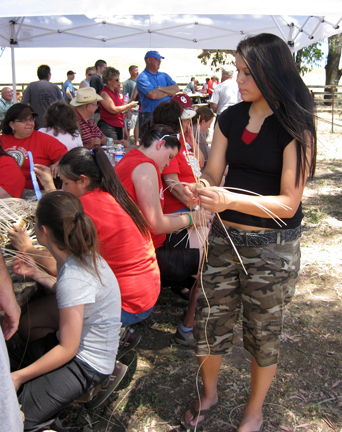
Oficina de tecelagem de cestas patrocinada pela tribo

O conselho da nação Cherokee destina dinheiro para fundações históricas preocupadas com a preservação da cultura Cherokee, incluindo o Cherokee Heritage Center. Ele opera exibições de história viva, incluindo uma antiga vila Cherokee reconstruída, a Adams Rural Village (uma vila da virada do século), Nofire Farms e o Cherokee Family Research Center para genealogia, aberto ao público. A nação Cherokee realiza o feriado nacional Cherokee no fim de semana do Dia do Trabalho todos os anos, atraindo de 80.000 a 90.000 Cherokee para Tahlequah para as festividades.

## Pessoas notáveis

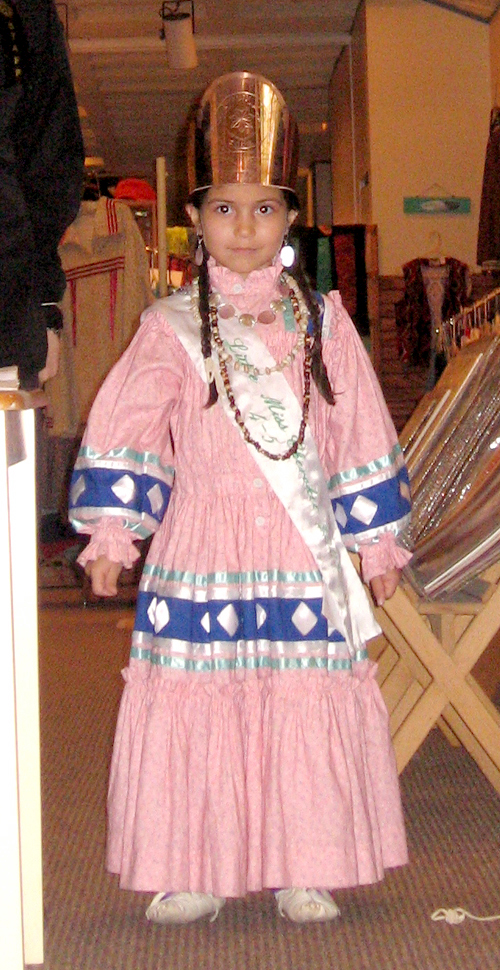
Pequena senhorita Cherokee, 2007

- Bud Adams (1923–2013), empresário e proprietário dos Tennessee Titans e Houston Oilers
- Tommy Allsup, músico de swing / rockabilly[15]
- Bill John Baker, Diretor Principal, empresário e assessor tribal de longa data
- Lena Blackbird, tecelão de cesta
- Martha Berry, artista de contas, curadora e autora
- Roy Boney Jr. (n. 1978), artista, animador, ilustrador de quadrinhos
- Sam Bradford (n. 1987), quarterback, vencedor do Troféu Heisman
- Arremessador de Dylan Bundy, Baltimore Orioles
- Linda Burhansstipanov, MSPH, DrPH, educadora de saúde pública e pesquisadora focada no cuidado e apoio ao câncer nativo americano
- Joe Byrd, Chefe Principal (1995–1999)
- Brad Carson (n. 1967), congressista de Oklahoma
- O contra-almirante Joseph J. Clark (1893–1971), da Marinha dos Estados Unidos, é o americano nativo mais graduado do exército norte-americano.
- Mike Dart (n. 1977), basket weaver
- Talmadge Davis (1962–2005), pintor
- Mavis Doering (1929–2007), tecelão de cestas
- Joseph L. Erb (n. 1974), artista, primeiro animador em 3-D na língua Cherokee
- Angel Goodrich (n. 1990), jogador de basquete WNBA
- John Tyler Hammons (n. 1988), prefeito de Muskogee, Oklahoma
- Chuck Hoskin (n. 1952), ex-legislador estadual de Oklahoma Democrata
- Sharon Irla (n. 1957), pintora
- Daniel Heath Justice, autor e professor
- WW Keeler (1908–1987), Chefe Principal
- Adrienne Keene, autora e professora, criadora de apropriações nativas
- Phil Konstantin (n. 1952), autor, repórter de TV, historiador, criador do site
- Stacy Leeds, ex-juiz do Supremo Tribunal da Nação Cherokee, juiz de três tribunais tribais, professor de direito
- Litefoot, rapper e ator
- Wilma Mankiller (1945–2010), chefe principal e autor
- Barbara McAlister (n. 1941), cantora de ópera mezzo-soprano
- JB Milam (1884-1949), chefe principal
- América Meredith (1972), artista, curadora e palestrante
- Markwayne Mullin (n. 1977), congressista de Oklahoma
- Lloyd Kiva New (1916–2002), designer de moda, co-fundador do Institute of American Indian Arts
- Will Rogers Jr. (1911-1993), jornalista, artista e congressista da Califórnia
- William Sanders (escritor) (n. 1942), escritor
- Sonny Sixkiller ( nascido em 1951), jogador de futebol
- Chad Smith, ex-diretor-chefe e advogado
- Hastings Shade, ex-vice-chefe, tradicionalista, especialista em idiomas, artista e tesouro nacional
- Kevin Stitt, primeiro governador nativo americano nos Estados Unidos[16]
- Ross Swimmer, Chief Principal e Trustee Especial para os Índios Americanos no Departamento do Interior dos EUA
- Mike Stopp, chefe de gabinete do congressista Markwayne Mullin
- Wes Studi (n. 1947), ator, músico, defensor dos direitos dos indígenas americanos
- Kimberly Teehee (n. 1969/70), conselheira sênior de políticas para Assuntos dos Nativos Americanos no Conselho de Política Doméstica da Casa Branca
- Kay WalkingStick (n. 1935), pintor e educador
- Madison Whitekiller, Junior Miss Cherokee 2015-16, Miss Cherokee 2017-18
- Tommy Wildcat, flautista